# Teafűolvasás

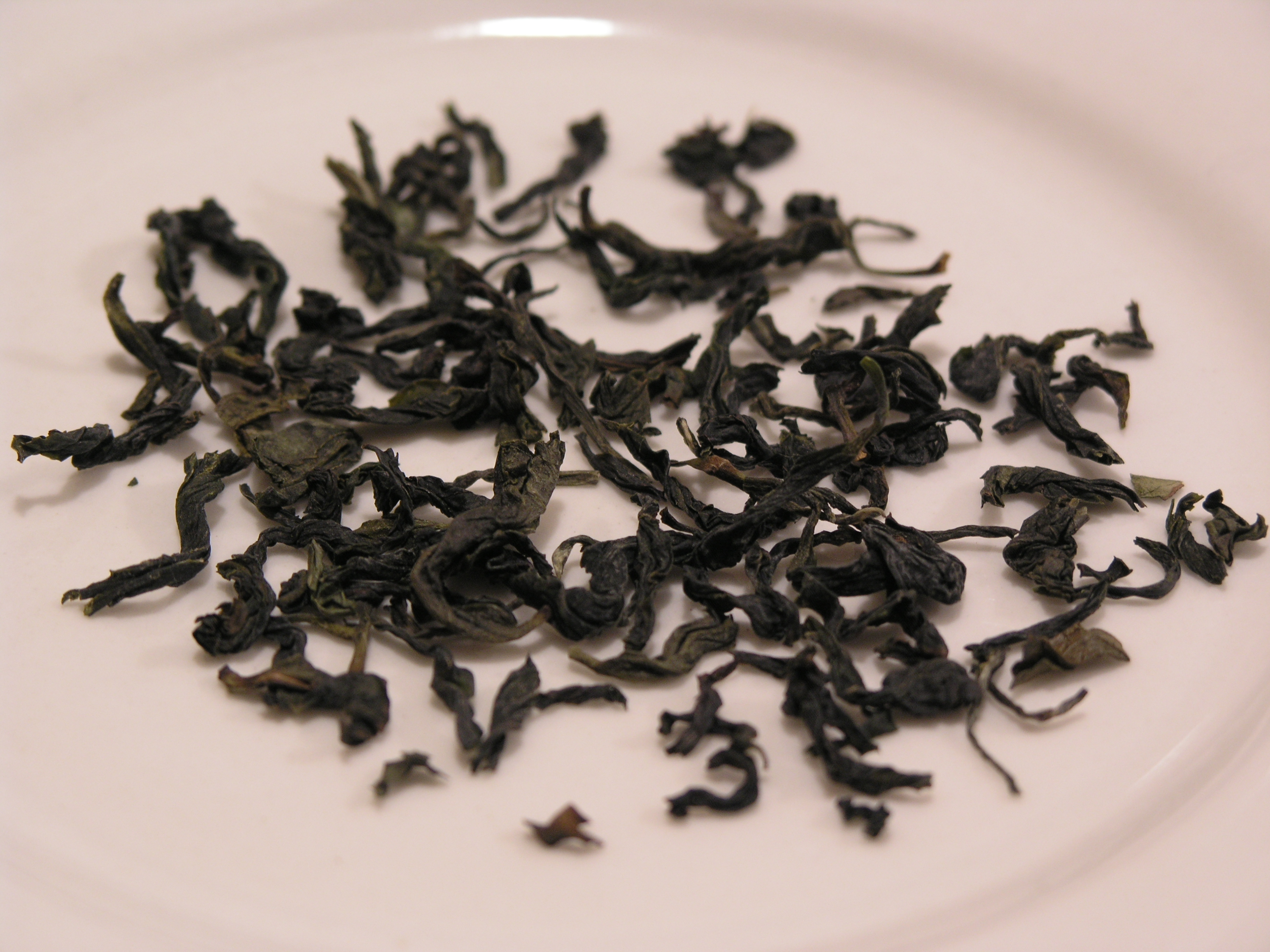
Jósláshoz is használatos Spring Pouchong tealevelek

A teafűolvasás, tasszeomantia vagy tasszeográfia egy igen régi jóslástechnika. Tealevelekkel, kávé vagy bor üledékével is végzik.
A jóslás egy módszere:
A már felforralt vizet a tealevelekre kell önteni, majd egy szűrő nélküli kancsóból egy széles karimájú, keskeny aljú csészébe kell önteni a már elkészült italt. A csésze tartalmát a kérdező félnek meg kell innia, de ügyelnie kell arra, hogy a tealevelekből ne fogyasszon el sokat, és a pohár alján kell, hogy maradjon egy kis folyadék. Majd miután megitta a teát, az óramutató járásával megegyező irányba háromszor meg kell forgatnia a csészét, így azok a levelek, amik a bögre alján voltak, felkerülnek a csésze falára. A tealevelek alakzatokká sűrűsödnek össze, és ezekből lehet jósolni. Kirívóbb esetekben számokat, vagy betűket is láthatunk. A betűk a kérdező életében nagy szerepet játszó barátok, vagy akár ellenségek kezdőbetűjét jelenthetik. A szám pedig valamilyen fontos dátumot takarhat.
A pohárnak szimbolikus jelentése van – magát az időkereket jelenti, aminek a pereme a jelent jelzi, és ahogy lefelé megyünk, úgy egyre távolabb haladunk az időben, így a csésze legalja a távoli jövőt jelenti. A bögre füle mutatja a kérdező jelenbéli helyzetét, vagyis a pontos jelent, ami pedig közvetlenül szemben található vele, egyfajta múló hatást gyakorolhat rá. Ha az alakzatok nem annyira kivehetőek, a kérdező jövője nem biztos, de pont az ellenkezője igaz, ha a formáknak éles a körvonala.
Néhány alakzat és jelentésük:
- Gyertya – hirtelen támadt új ötlet
- Kutya – hűséges személy
- Macska – áruló személy
- Madár – jó vagy rossz hírek
- Pók – szerencse